# Keyacris interpres
Keyacris interpres är en insektsart som beskrevs av Rehn, J.A.G. 1952. Keyacris interpres ingår i släktet Keyacris och familjen Morabidae. Inga underarter finns listade i Catalogue of Life.